# Палочкоядерный гранулоцит
Палочкоядерный гранулоцит — разновидность гранулоцитов (нейтрофилов, базофилов, эозинофилов). Имеют U- или S-образное ядро (отсюда и название). В крови содержится всего 3-5 % палочкоядерных гранулоцитов, от общего числа гранулоцитов (то есть большую часть гранулоцитов составляют зрелые сегментоядерные гранулоциты). С течением времени палочкоядерные гранулоциты созревают и преобразуются в сегментоядерные, под действием определённых стимулов дифференцировки. Палочкоядерные гранулоциты являются лишь одним из заключительных этапов дифференцировки гранулоцита в сегментоядерный гранулоцит. 

Наличие палочкоядерных гранулоцитов в крови обуславливается тем, что они постепенно начинают выходить из центральных органов миелопоэза и дифференцироваться в сегментоядерные непосредственно в кровяном русле. Иными словами, палочкоядерные гранулоциты циркулируют в крови недолго и у них довольно быстро происходит сегментация ядра (они созревают), отсюда их процентное содержание всего 3-5 % от общего количества гранулоцитов. 

Клиническое значение изменения доли палочкоядерных гранулоцитов по отношению к сегментоядерным заключается в активизации или угнетении скорости пролиферации клеток гранулопоэза под воздействием биологически активных веществ или физических факторов. 